# Mỹ Đức (huyện)
Mỹ Đức là một huyện ngoại thành nằm ở cực nam thành phố Hà Nội, Việt Nam.

## Địa lý
Huyện Mỹ Đức nằm ở phía nam của thủ đô Hà Nội, nằm cách trung tâm thành phố khoảng 52 km theo đường Quốc lộ 21B, có vị trí địa lý:
- Phía đông giáp huyện Ứng Hòa.
- Phía tây giáp huyện Lương Sơn, tỉnh Hòa Bình.
- Phía nam giáp thị xã Kim Bảng, tỉnh Hà Nam và huyện Lạc Thủy, tỉnh Hòa Bình.
- Phía bắc giáp huyện Chương Mỹ.

Có hai con sông chảy qua là sông Đáy và sông Mỹ Hà. Đây là một huyện thuộc vùng bán sơn địa, nằm ở phía nam của đồng bằng Bắc Bộ. Phía nam là vùng núi đá vôi hang động Karst, có khu thắng cảnh chùa Hương. Huyện còn có hồ nước lớn là hồ Quan Sơn, nằm trên địa phận xã Hợp Tiến. Ở rìa phía đông có sông Đáy chảy theo hướng từ Bắc xuống Nam sang tỉnh Hà Nam. Diện tích tự nhiên của huyện Mỹ Đức là 226,913 km² và dân số là 177.020 người (theo số liệu thống kê năm 2012). 15% dân số theo đạo Thiên Chúa.

## Lịch sử

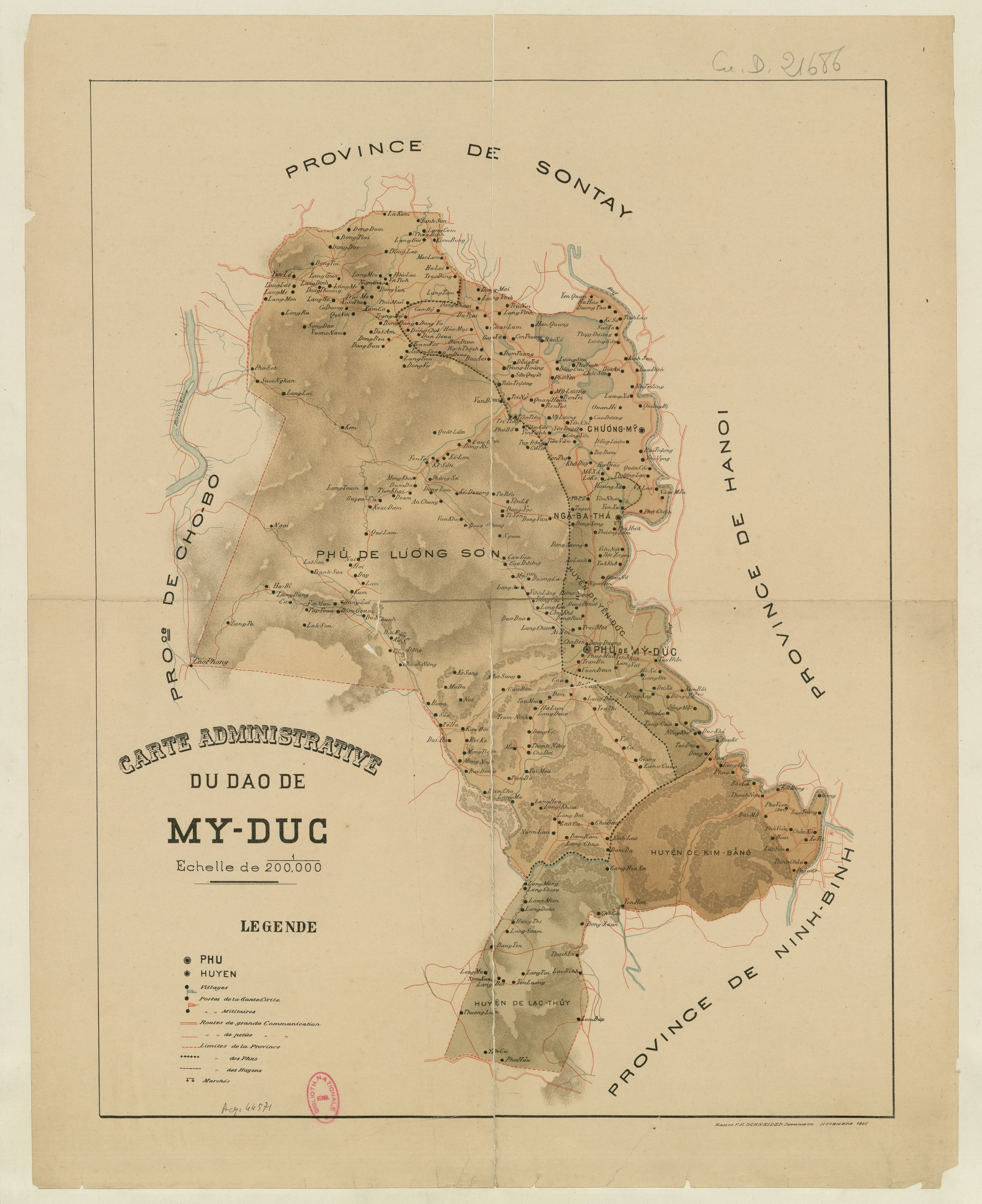
Bản đồ đạo Mỹ Đức năm 1891

Huyện Mỹ Đức nguyên xưa là phần đất của hai huyện Yên Sơn, Mỹ Lương thuộc phủ Quốc Oai, trấn Sơn Tây và huyện Chương Đức, thuộc phủ Ứng Thiên, trấn Sơn Nam Thượng.
Đến năm Gia Long thứ 13 (1814), đổi sang phủ Ứng Hòa.
Đến năm Đồng Khánh thứ 3 (1888) chia huyện Chương Đức thành hai huyện Yên Đức, thuộc phủ Mỹ Đức và huyện Chương Mỹ thuộc phủ Ứng Hòa, tỉnh Hà Đông.
Sau năm 1945, huyện Mỹ Đức thuộc tỉnh Hà Đông.
Ngày 21 tháng 4 năm 1965, hai tỉnh Hà Đông và Sơn Tây hợp nhất thành tỉnh Hà Tây, huyện Mỹ Đức thuộc tỉnh Hà Tây.
Ngày 27 tháng 12 năm 1975, huyện Mỹ Đức thuộc tỉnh Hà Sơn Bình, gồm 22 xã: An Mỹ, An Phú, An Tiến, Bột Xuyên, Đại Hưng, Đại Nghĩa, Đốc Tín, Đồng Tâm, Hồng Sơn, Hợp Thanh, Hợp Tiến, Hùng Tiến, Hương Sơn, Lê Thanh, Mỹ Thành, Phù Lưu Tế, Phúc Lâm, Phùng Xá, Thượng Lâm, Tuy Lai, Vạn Kim, Xuy Xá.
Ngày 19 tháng 3 năm 1988, thành lập thị trấn Tế Tiêu - thị trấn huyện lỵ huyện Mỹ Đức - trên cơ sở một phần diện tích tự nhiên và dân số của xã Đại Nghĩa.
Ngày 12 tháng 8 năm 1991, tỉnh Hà Tây được tái lập từ tỉnh Hà Sơn Bình, huyện Mỹ Đức thuộc tỉnh Hà Tây.
Ngày 8 tháng 1 năm 2004, hợp nhất thị trấn Tế Tiêu và xã Đại Nghĩa thành thị trấn Đại Nghĩa.
Ngày 1 tháng 8 năm 2008, tỉnh Hà Tây bị giải thể, Mỹ Đức là một huyện của thành phố Hà Nội.
Ngày 1 tháng 1 năm 2025, sáp nhập hai xã Mỹ Thành và Bột Xuyên thành xã Mỹ Xuyên; sáp nhập hai xã Đốc Tín và Vạn Kim thành xã Vạn Tín.
Huyện Mỹ Đức có 1 thị trấn và 19 xã như hiện nay.

## Hành chính
Huyện Mỹ Đức gồm 20 đơn vị hành chính cấp xã trực thuộc, bao gồm thị trấn Đại Nghĩa (huyện lỵ) và 19 xã: An Mỹ, An Phú, An Tiến, Đại Hưng, Đồng Tâm, Hồng Sơn, Hợp Thanh, Hợp Tiến, Hùng Tiến, Hương Sơn, Lê Thanh, Mỹ Xuyên, Phù Lưu Tế, Phúc Lâm, Phùng Xá, Thượng Lâm, Tuy Lai, Vạn Tín, Xuy Xá.

## Đường phố
- Bình Lạng
- Cống Đặng
- Cống Hạ
- Đại Đồng
- Đại Nghĩa
- Đục Khê
- Hà Xá
- Hồng Sơn
- Mỹ Hà
- Phù Lưu Tế
- Sạt Nỏ
- Tế Tiêu
- Thọ Sơn
- Thượng Tiết
- Trinh Tiết
- Trung Nghĩa
- Văn Giang
- Yến Vỹ

## Danh lam thắng cảnh

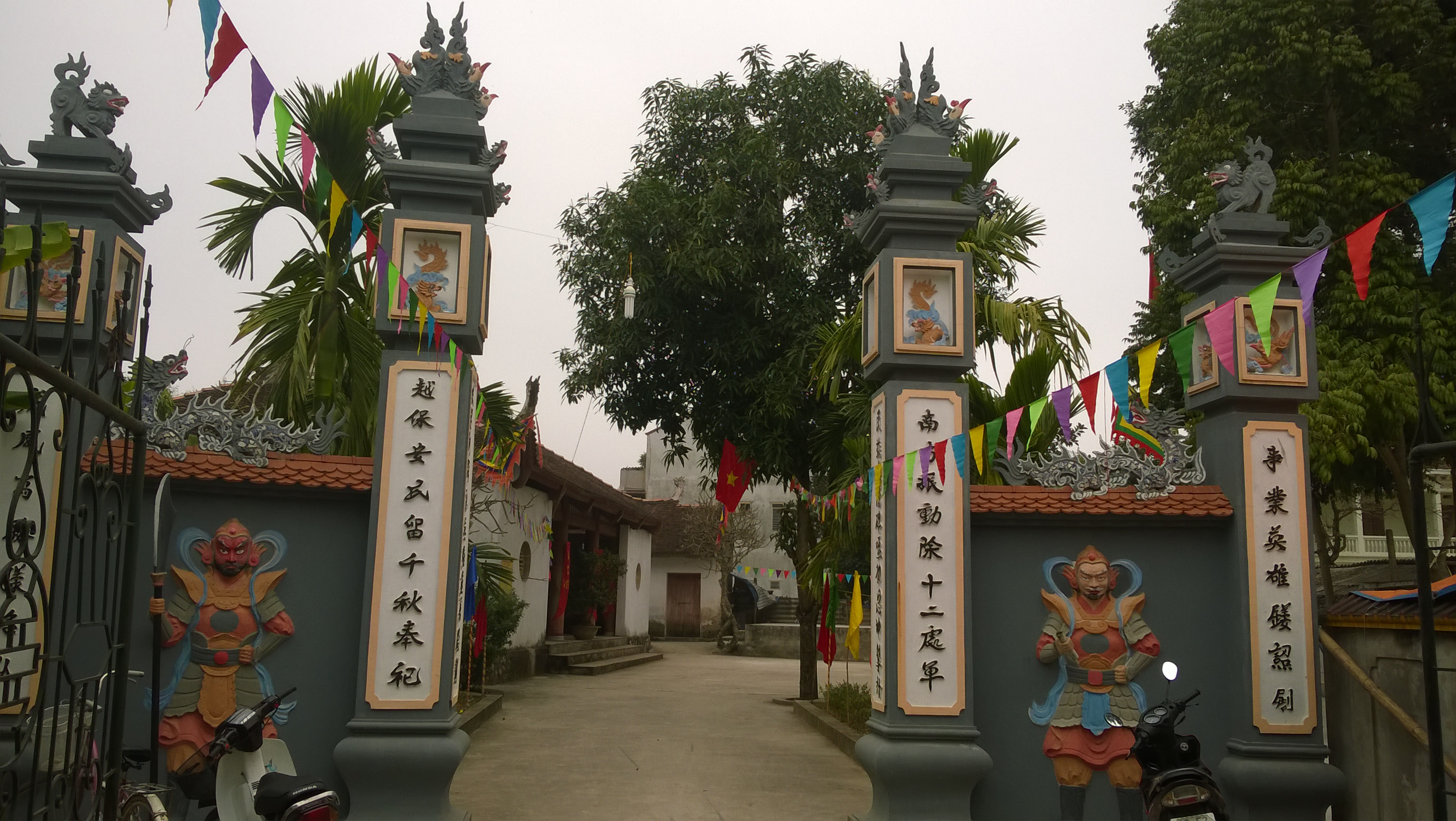
Đền thờ Đinh Tiên Hoàng Đế ở xã Hợp Thanh, Mỹ Đức, Hà Nội

- Khu thắng cảnh chùa Hương (suối Yến, đền Trình, chùa Thiên Trù, đền Giải Oan, đền Cửa Võng, động Hương Tích, chùa Long Vân, động Hinh Bồng, chùa Thanh Sơn, Hương Đài...), nằm ở rìa phía tây nam huyện, ở địa phận xã Hương Sơn, giáp ranh giới với huyện Lạc Thủy.
- Khu du lịch hồ Quan Sơn và nhiều hang động đẹp, đền, chùa mang tính chất lịch sử được nhân dân tôn tạo như chùa Hàm Rồng, chùa Cao,...
- Khu thắng cảnh chùa Cao (Chùa hàm rồng...), nằm ở rìa phía tây huyện, ở địa phận xã Hồng Sơn, giáp ranh giới với huyện Kim Bôi.
- Khu di tích đền thờ Đinh Tiên Hoàng Đế ở xã Hợp Thanh, Mỹ Đức, Hà Nội là nơi Đinh Bộ Lĩnh từng về tuyển quân lính để đánh dẹp loạn 12 sứ quân.

## Giao thông
- Đường bộ: có Quốc lộ 21C và các tuyến tỉnh lộ 429, 429B, 419, 424, 425 kết nối các xã, thị trấn cũng như kết nối với huyện Ứng Hoà, huyện Kim Bảng (Hà Nam) và huyện Lương Sơn, Lạc Thủy (Hòa Bình).
- Đường sông có sông Đáy (sông Thanh Hà).
- Các tuyến xe buýt đi qua và đi từ địa bàn huyện Mỹ Đức: 103A (Bến xe Mỹ Đình - Hương Sơn), 103B (Bến xe Mỹ Đình - Hồng Quang - Hương Sơn), 115 (Vân Đình - Xuân Mai), 125 (Bến xe Thường Tín - Tế Tiêu).

## Làng nghề
Mỹ Đức trước đây thuộc tỉnh Hà Tây cũ, mảnh đất trăm nghề. Là một huyện tuy nằm khá xa trung tâm Hà Nội (cách khoảng 50 km) nhưng cũng có rất nhiều làng nghề. Tuy nhiên hoạt động của các làng nghề ở huyện hiện nay không ổn định, giá trị thấp nên không thu hút được lao động và có nguy cơ mai một. Chỉ có hai xã là Phùng Xá và Hương Sơn hiện nay có nghề dệt nhuộm, kinh doanh dịch vụ và làm dịch vụ du lịch cho thu nhập khá nổi trội hẳn không chỉ trong huyện mà cả trong vùng. Các xã còn lại vẫn chủ yếu dựa vào nông nghiệp, trồng trọt, chăn nuôi (lợn, gia cầm, dê núi), đến nơi khác tìm việc. Các làng nghề, làng có nghề, nghề truyền thống như:
- Làng nghề dệt may, nhuộm Phùng Xá
- Làng nghề thêu, mây tre đan thôn Trê (Tuy Lai)
- Làng nghề thêu thôn Nội (Thượng Lâm)
- Nghề trồng dâu nuôi tằm Trinh Tiết (Đại Hưng)
- Làm du lịch, sản xuất nông sản phục vụ du lịch ở Hương Sơn
- Làng nghề thêu thôn Trì (Thượng Lâm)
- Nghề trồng dâu nuôi tằm Phù Lưu Tế (Phù Lưu Tế)
- Làng nghề thêu xuất khẩu thôn Hoành (Đồng Tâm)
- Có và biết nghề múa rối xưa Tế Tiêu (Đại Nghĩa)
- Mây giang tre đan Đông Mỹ (An Tiến).